# Gørding Kirke
Gørding Kirke er en lutheransk kirke som ligger nord for Gørding by, ca. 21 kilometer øst for Esbjerg (Region Syddanmark).

## Klokker
Før 1528 havde kirken to klokker. Den ene er fra ca. 1350. Den anden kendes der ikke noget til, idet kong Frederik I fik rigsrådets godkendelse til at indsamle klokken til brug for at bygge kanoner.
I 1970 fik kirken skænket klokke nummer to. Den bærer inskriptionen: "Jeg skænkedes af Aksel Emil Petersen, sognepræst i Gørding 1947-63, støbt 1969". Og tillige: "Guds nåde er så rigt et væld, som gav i gry og kvæld de bange sjæle trøsten". samt: "Vågn op, nu dæmrer det i østen”

## Døbefont
Døbefonten er af granit og fra den romanske tid. Døbefonten havde i begyndelsen sin plads ved indgangsdøren mod syd. I dag står den centralt placeret i kirkerummet.

## Altertavle
Sengotisk skabsaltertavle fra o. 1500. Renoveret o. 1732.
Motiverne er de klassiske motiver fra 1700 tallet: Nadverindstiftelsen, Getsamenekampen, Opstandelsen og Himmelfarten.

## Prædikestol
Fra 1622 og skænket af "Fruen på Varhogård", Margrete Krag af Jylland.
På prædikestolens lydhimmel ser man Margrete Krags våbenskjold med netop kragen som symbol, og årstallet 1622.
Prædikestolen er udsmykket med 5 relieffer med scener fra Jesu barndom og ungdom.
1. Adam og Eva ved Kundskabens træ
2. Bebudelsen
3. Jesu fødsel
4. Jesu omskærelse
5. Jesu dåb

## Krucifiks
Omkring 1250 fik kirken et krucifiks, der er yderst sjældent. Det har hængt i korbuen, lige over døbefonten, men hænger i dag på væggen på kirkens nordside.
Krucifikset er som skrevet overordentlig sjælden. Der findes (oplyser Nationalmuseet) kun to af slagsen i hele den kristne verden.
Det særlige er, at krucifikset er en blanding af gotisk og romansk kirkekunst.
I den romanske tid (o.år 1200) ses den sejrende Kristus med guldkrone og en rank symmetrisk holdning. I den gotiske tid (o.år 1300) ses den lidende Kristus med tornekrone og en asymmetrisk "lidende" holdning.
Krucifikset i Gørding kirke er en blanding af de to stilarter: Den lidende Kristus med guldkrone!
Ved korset er der desuden figurer, af Jesu mor, og disciplen Johannes.

## Orgel
Manual I : Principal 8’, Spidsgamba 8’ , Oktav 4’ , Mixtur III.
Manual II : Gedakt 8’ , Rørfløjte 4’ , Gemshorn 2’.
Fælles for Manualerne : Quintatøn 8’ , Oktav 2’ , Sesquialtera II.
Pedal : Subbas 16’ , Fagot 8’ (2009)
Klaviaturomfang : C-f3 / C-d1
Koblinger : I+II I+II16’ P+I P+II
Kanaltremulant
Faltebælg manualværk (genbrug)
Regulatorbælg pedalværk
Ligesvævende temperering
Orglet bygget af Marcussen&søn i 1941 som et pneumatisk instrument, blev i 2009 ombygget af A.H.R. til et helmekanisk orgel.
Klanggods og intonation er stort set urørt.

## Eksterne kilder og henvisninger
- Gørding Kirke på KortTilKirken.dk
- Gørding Kirke i bogværket Danmarks Kirker (udg. af Nationalmuseet)
- Gørding kirkes hjemmeside